# Покора (роман)
«Покора» (фр. Soumission) — антиутопічний роман, що написаний французьким письменником Мішелем Уельбеком та вперше опублікувався у французькому видавництві «Фламмаріон» 7 січня 2015 року. У романі розповідається про вигадане майбутнє у Франції, де владу отримали мусульмани. Українською мовою роман перекладено Іваном Рябчієм і опублікувався у видавництві «Книжковий клуб «Клуб сімейного дозвілля» 2015 року.

## Сюжет
Дія роману відбувається у 2022 і 2023 роках. Головний герой Франсуа — професор літератури середнього віку (у травні 2022 року йому виповнилося 44 роки), викладач університету Париж III Нова Сорбонна і спеціаліст у творчості французького письменника Жоріса-Карла Гюїсманса. Його любовні стосунки складаються в основному із нетривалих інтрижок зі студентками. Франсуа давно не публікував значимих наукових праць. Паралельно у Франції відбуваються президентські вибори. У другий тур виходять кандидати від «Національного фронту» і недавно заснованого «Братства мусульман» — Марін Ле Пен та Бен Аббес відповідно. Щоб уникнути перемоги «Національного фронту», навколо «Братства мусульман» згуртовується лівоцентристська Соціалістична партія і правоцентристський «Союз за народний рух».
Через наростання політичної кризи і поширення антисемітизму у Франції Міріам — молода і приваблива дівчина Франсуа — емігрує до Ізраїлю. Бен Аббес виграє президентські вибори; незабаром його партія перемагає на парламентських і формує коаліцію з правими та лівими, після чого проводить реформу системи освіти, запроваджуючи поруч із світськими релігійні школи та університети. Планом Бен Аббеса є відновлення Римської імперії на чолі з Францією шляхом розширення Європейського Союзу включенням до його складу Північної Африки. Сорбонну купує арабський шейх, вона стає приватним ісламським університетом. Викладачами можуть бути тільки послідовники ісламу, тому Франсуа виходить на пенсію, отримуючи при цьому повне пенсійне забезпечення.
Франсуа переживає психологічні проблеми після розлучення з Міріам, котра через певний час після переїзду знайшла в Тель-Авіві нового хлопця. Помирають батьки Франсуа. У нього починаються проблеми в почуттях і сексі. Він починає задумуватися про суїцид; у пошуках заспокоєння відвідує монастир в Мартелі, де Гюїсманс приймав чин облата, але не досягає мети і повертається до Парижа.
Франсуа пропонують редагувати збірку творів Гюїсмансу в престижній серії класичної літератури; згодом він відчуває, що ця робота буде вершиною його інтелектуального життя. Новий президент Сорбонни Робер Редіже запрошує Франсуа повернутися викладати в університеті — але для цього потрібно прийняти іслам. Франсуа довго не може зважитися на це, однак аргументи Редіже поряд із перспективами нового життя — престижна високооплачувана робота, можливість взяти кількох дружин — зрештою переконують головного героя. «Покора» закінчується сценою навернення Франсуа до ісламу.
У романі вигадані персонажі змішані разом із справжніми. До числа останніх входять Ле Пен, Франсуа Олланд, Франсуа Байру і  Жан-Франсуа Копе.

## Історія створення
Перші ідея та нариси роману датуються січнем 2013 року, а називатися він мав фр. «La Conversion» (укр. «Перетворення», укр. «Навернення»). Більшість роману написана протягом 2014 року, і осердям історії виступало католицтво. Проте автор звернувся до теми ісламу, тому що, згідно з його словами, „у цьому щось таємниче… Коли щось повністю визначене, я не хочу писати, ось причина, через яку я не пишу про реальні події“, тому згодом роман став називатися фр. «Soumission» (укр. «Покора», укр. «Підпорядкування», укр. «Залежність»). Цікаво, що слово „іслам“ з арабської мови перекладається як „покора“, „покірність“, „сумирність“.

## Публікація книги
Продажі книги розпочалися 7 січня 2015 року у Франції видавництвом „Фламмаріон“, саме того дня, коли у Парижі відбувся теракт. У результаті нападу на приміщення щотижневика „Charlie Hebdo“ загинуло 12 осіб, серед яких друг Мішеля Бернар Маріс. Цей випадок змусив Уельбека припинити рекламну кампанію своєї книги. Всього через п'ять днів після теракту у Франції було продано 120 тисяч примірників роману.

## Сприйняття

### В Україні
Український письменник Сашко Завара відніс роман до неформальної «Ісламської трилогії» разом з «Щасливим» Вікторії Гранецької і «2084: Кінець світу» Буалема Сансаля.
Філософ Ігор Загребельний охарактеризував роман такими словами: «Книжка Уельбека не про небезпеку ісламізації. Вона швидше про те, як ісламізації уникнути. Аби протистояти експансії ісламу, європейці самі мають стати схожими на мусульман. Протиставляти ісламу “традиції світськості”, фемінізм і тому подібні речі означає поглиблювати кризу і прокладати шлях носіям ісламського проекту. Причому необов'язково такому лояльному до спадщини традиційної Європи як у Бен Аббеса».
Критик і літературознавець Дмитро Дроздовський написав: «Покора» — це філологічний роман про інтелектуала, нову політичну модель Франції та «ісламський глобалізм»… «Покора» — роман, який провокує і не залишає читачів байдужими. Він показує, що сучасний світ неоднорідний. За стабільністю сховано порожнечу, а за боротьбою — прагнення до упокореності".
Сашко Завара на ресурсі «Буквоїд» написав, що «попри сумнівність і, можливо, сумбурність написаного, все ж таки слід визнати: Мішель Уельбек став одним з небагатьох, кому вистачило мужності сказати очевидне – у ісламізації Франції і періодичних конфліктах винні самі французи... Саме тому їх перемагає чужа єдність».
Тетяна Петренко на ресурсі «Читомо»: «Початок продажу роману „Покора“ … збігається з нападом на Charlie Hebdo… Випадковість? Проте вона перетворює „Покору“ з декадентського роману про сутінки Європи на пророцтво, яке справджується на наших очах».

## Видання
- 2015 рік — видавництво "Книжковий клуб «Клуб сімейного дозвілля»[2].